# Catharosia capensis
Catharosia capensis är en tvåvingeart som beskrevs av Verbeke 1970. Catharosia capensis ingår i släktet Catharosia och familjen parasitflugor. Inga underarter finns listade i Catalogue of Life.